# Kudō Shin’ichi e no chōsenjō: Sayonara made no prologue
Meitantei Conan 10 shūnen drama special – Kudō Shin’ichi e no chōsenjō: Sayonara made no prologue (jap. 名探偵コナン10周年記念ドラマスペシャル 工藤新一への挑戦状 ～さよならまでの序章～) – pierwszy film telewizyjny inspirowany mangą i anime Detektyw Conan autorstwa Gōshō Aoyamy. Fabuła filmu oparta jest na trzeciej powieści inspirowanej serią, autorstwa Gōshō Aoyama, Mutsuki Watanabe i Takahisa Taira – Shosetsu – Meitantei Conan – Kudō Shin’ichi e no chōsenjō – Sayonara made no prologue (jap. 小説 名探偵コナン 工藤新一への挑戦状 〜さよならまでの序章〜; ISBN 978-4091206893).
Film powstał z okazji dziesięciolecia powstania serii. Miał swoją premierę w Japonii na kanale Yomiuri TV 2 października 2006 roku. W regionie Kantō oglądalność wyniosła 13,4%, a w regionie Kansai – 16,7%.
Utalentowany młody detektyw, Shin’ichi Kudō, dostaje wiadomość o planowanym porwaniu jego kolegów z klasy podczas wycieczki szkolnej. Detektyw postanawia temu zapobiec.

## Obsada
- Shun Oguri jako Shin’ichi Kudō
- Tomoka Kurokawa jako Ran Mōri
- Takanori Jinnai jako Kogorō Mōri
- Mayuko Iwasa jako Sonoko Suzuki
- Asami Mizukawa jako Mai Nishida
- Becky jako Yōko Okino
- Masahiko Nishimura jako inspektor Jūzō Megure
- Ryō Fukawa jako Shingo Kitajima
- Yutaka Matsushige jako Kunio Azuma
- Kazuhiko Nishimura jako Kyōsuke Minamida
- Masato Ibu jako Keiji Tamagawa

Źródło: